# Марія Бармич
Марія Яківна Бармич (рос. Мария Яковлевна Бармич; 26 квітня 1934 — 27 листопада 2023) — радянський і російський педагог, професор, дослідниця ненецької мови, перша вчена серед ненецьких жінок.

## Життєпис
Народилася в Канінській тундрі Каніно-Тиманського району, Ненецького національного округу, Архангельської області. Живе в Санкт-Петербурзі, працює в інституті народів Півночі. Багато років викладає ненецьку мову, авторка статей і навчальних посібників про ненецьку мову, культуру та побут ненців.
9 грудня 2016 в Нарьян-Марі була суддею конкурсу «Вадава летрахава» , що в перекладі означає «Збережемо рідну мову».
У 1953 закінчила Нар'ян-Марське педагогічне училище, з 1960 — Санкт-Петербурзький педагогічний інститут ім. А. І. Герцена. Працювала викладачкою педагогічного училища в Ігарці.
У 1967 закінчила аспірантуру СПбДПІ ім. А. І. Герцена. Трудовий стаж Марії Бармич в РДПУ ім. А. І. Герцена становить близько 53 років. В університеті Бармич працювала на посаді асистента, старшого викладача, доцента, завідувача кафедри уральських мов та методики їх викладання.
У 1969 захистила кандидатську дисертацію на тему «Лексика канінської говірки ненецької мови». На сьогоднішній день Марія Бармич є провідним лексикологом РФ із самодійських мов. Вона є автором підручників і навчально-методичних посібників для учнів 1—11 класів, студентів середньоспеціальних і вищих навчальних закладів.
Завдяки активній і подвижницькій діяльності Марія Бармич здобула глибоку повагу серед колег в Ненецькому, Ямало-Ненецькому автономних округах, Таймирському (Долгано-Ненецькому) муніципальному районі Красноярського краю.
З 1998 Бармич є професором кафедри культури і етнопедагогіки Ненецького окружного інституту перепідготовки і підвищення кваліфікації, щорічно виїжджає в міста Нар'ян-Мар, Салехард і Дудінку для читання лекцій з рідної мови, літератури і культури на семінарах і курсах з підвищення кваліфікації вчителів ненецьких шкіл.
Багато років Бармич була деканом факультету народів крайньої півночі. Її вихованці та учні працюють по всій півночі. Одним з яскравих учнів Бармич є депутат державної Думи СФ ФС РФ, президент Асоціації корінних нечисленних народів Півночі, Сибіру і Далекого Сходу Григорій Ледков, доктор історичних наук, депутат Законодавчих Зборів депутатів ЯНАО Олена Пушкарьова. Ними підготовлені сотні вчителів рідної мови та літератури.
Померла 27 листопада 2023 року на 90-му році життя після тривалої хвороби.

## Публікації
- Бармич М. Я. Ненеця Вада=ненецкий язык: 9 класс учебное пособие для общеобразовательных учреждений/состав. Бармич М.Я; редактор — Самойлова Е. Н./ Спб.: филиал изд-ва «Просвещение», 2014. — 111 с.: ил. (Обложка, последняя стр.)
- Бармич М. Я., Няруй В. Н., Ненеця Вада=ненецкий язык: 6 класс учебное пособие для общеобразовательных учреждений/состав. Бармич М.Я; редактор — Самойлова Е. Н./ Спб.: филиал изд-ва «Просвещение», 2014. — 71 с.: ил. (Обложка, титульный)
- Бармич М.Я, Няруй В. Н., Ненеця Вада=ненецкий язык: 5 класс учебное пособие для общеобразовательных учреждений/состав. Бармич М.Я; редактор Самойлова Е. Н./ Спб.: филиал изд-ва «Просвещение», 2014. — 95 с.: ил. (Обложка, титульный)
- Бармич М. Я. Ненеця Вада=ненецкий язык: 8 класс учебное пособие для общеобразовательных учреждений/состав. Бармич М.Я; редактор — Самойлова Е. Н./ Спб.: филиал изд-ва «Просвещение», 2014. — 111 с.: ил. (Обложка, последняя стр.)
- Бармич М. Я. Грамматика ненецкого языка в таблицах: 1—4 классы: Учебное пособие для общеобразовательных учреждений. 3-е издание / состав. Бармич М.Я; редактор Самойлова Е. Н./ Спб.: филиал изд-ва «Просвещение», 2014. — 87 с.: ил. (Обложка, последняя стр.)
- Бармич М. Я. Николай Семёнович Вылка и зарождение ненецкой литературы //Реальность этноса. Образование … — СПб.: Изд-во РГПУ им. А. И. Герцена, 2014. — 551 с. — С. 455—457. (Титульный, содержание 1, 2; Статья 1 стр, 2 стр.)
- Бармич М. Я. История создания и развития литературы ненцев: Николай Семенович Вылка (1904—1942) //Север, олени и не только…: Сборник научных трудов. — СПб.: Изд-во РГПУ им. А. И. Герцена, 2014. — 151 с. — С. 8—13.(Обложка, титульный, содержание, первая стр., последняя стр.)
- Бармич М. Я. Ученые-ненцеведы первой половины XX века //Север, олени и не только…: Сборник научных трудов. — СПб.: Изд-во РГПУ им. А. И. Герцена, 2014. — 151 с. — С. 14—33. (Обложка, титульный, содержание, первая стр., последняя стр.)
- Бармич М. Я.: Ненецкий язык: Углубленный курс: 10—11 классы: Учебное пособие для общеобразовательных учреждений. — СПб.: филиал изд-ва «Просвещение», 2014. — 335 с. ил. (Обложка, титльный)
- Бармич М. Я. Первый из первых: Николай Иванович Терёшкин (воспоминания о моём защитнике, о моём помощнике
- Бармич М. Я. Куприянова З. Н. — лингвист, фольклорист, педагог
- Бармич М. Я. Этнофилологические проблемы ненецкой школы XXI века //Социализация ребенка. Психологические и педагогические проблемы: тез. VI междунар.конф."Ребенок в современном мире. Открытое общество и детство", 21—23 апр. 1999 г. — СПб., 1999. — С. 192—193.
- Бармич М. Я. Роль национальной школы в развитии ненецкого языка //Образование как фактор развития языков и культур этнических меньшинств: материалы междунар.семинара. — СПб., 1998. — С. 156—161.
- Бармич М. Я. Словарь ненецко-русский и русско-ненецкий (лесной диалект). Ок.4000 слов: пособие для учащихся нач.шк. / М. Я. Бармич, И. А. Вэлло. — СПб.: Просвещение, 1994. — 234 с.
- Бармич М. Я., Няруй В. Н. Ненецкий язык [Текст] : учеб. для 6—7 кл. — СПб. : Просвещение, 1997. — 176 с.
- Бармич М. Я. Исследования лексики современных самодийских языков //ФНКС : традиции и современность: юбил. Герцен. чтения, посвящ. 200-летию ун-та, 12—17 мая 1997 г. — Якутск, 1998. — С. 21—22.
- Бармич М. Я. Бытовые обряды ненцев, связанные с их религиозными представлениями //Национальная духовная культура и образование: Герцен.чтения, 24: тез. докл. и сообщ. сессии, 12—14 мая 1992 г. — СПб., 1992. — С. 73—74.
- Бармич М. Я. Проникновение ненецких слов в финно-угорские языки / Материалы XXVIII межвузовской научно-методической конференции преподавателей и аспирантов, С.-Петербург, 15—22 марта 1999 г. /СПбГУ. — СПб., 1999. — Вып. 4 : Секция финно-угорского языкознания. — С. 15—16.
- Бармич М. Я. Способы отражения результатов языкового контактирования ненцев с русскими //Проблемы языкового контактирования в конкретных полиэтнических регионах СССР. Лексикографическая специфика описания конкретных явлений: тез. докл. Всесоюз. науч. конф., 10—13 апр. 1991 г. — Махачкала, 1991. — С. 95—97.
- Бармич М. Я. Половозрастные названия оленей в самодийских языках //Проблемы языков народов Севера. — Якутск, 1991. — С. 57—69.
- Бармич М. Я. Презентация материалов словаря хозяйственной деятельности самодийских народностей //Экология культуры и образование на Севере : Герцен. чтения: материалы. — СПб., 1999. — С. 163—166.
- Бармич М. Я., Вэлло И. А. Букварь для 1 класса ненецких школ (лесной диалект). — 2-е изд. — СПб. : Просвещение, 1999. — 143 с.
- Бармич М. Я. Уральские языки //Контактологический энциклопедический словарь-справочник /РАН. — М., 1994. — Вып. 1: Северный регион. Языки народов Севера, Сибири и Дальнего Востока в контактах с русским языком. — С. 40—44.
- Бармич М. Я. Ненецко-русские языковые связи //Контактологический энциклопедический словарь-справочник/ РАН. — М., 1994. — Вып.1: Северный регион. Языки народов Севера, Сибири и Дальнего Востока в контактах с русским языком. — С. 141—151.
- Бармич М. Я. Учебники и учебные пособия для ненецких школ //Просвещение на Крайнем Севере: сб. в помощь учителям шк. народностей Крайнего Севера : (Из опыта работы) . — Л., 1990. — N 24. — С. 45—47.
- Бармич М. Я. Малыш учится : Ненецкий язык в картинках: учеб. пособие для ненец. дет. садов и нач. шк. — СПб. : Просвещение, 2000. — 96 с.
- Бармич М. Я., Вэлло И. А. Букварь для 1 класса ненецких школ (лесной диалект). — СПб. : Просвещение, 1993. — 143
- Бармич М. Я. Экологическое образование в типовых учебных программах ненецкой школы //Культура на защите детства: тез. докл. и сообщ. V Междунар. конф. «Ребенок в современном мире : права ребенка», С.-Петербург, 27—29 мая 1998 г. — СПб., 1998. — С. 169—170.
- Бармич М. Я. Национально-региональный компонент в системе школьного образования //Реальность этноса. Образование и проблемы межэтнической коммуникации: материалы IV науч.-практ. конф., С.-Петербург, 17—20 апр. 2002 г. — СПб., 2002. — С. 394—396.
- Бармич М. Я. Печать истории в становлении ненецкой литературы в XX столетии //Литература народов Севера: сб. науч. ст. / РГПУ, Ин-т народов Севера. — СПб., 2005. — Вып.4. — С. 73—76.
- Бармич М. Я. Поэтический голос Любови Ненянг (Комаровой) //Литература народов Севера: сб. науч. ст. / РГПУ, Ин-т народов Севера. — СПб., 2006. — Вып. 6. Посвящается 75-летию со дня рождения проф. Е. С. Роговера. — С. 123—126.
- Бармич М. Я. Культура, язык, традиционный образ жизни паютинских ненцев (по материалам путевых наблюдений) //Реальность этноса. Образование и гуманитарные технологии интеграции этнической, этнорегиональной и гражданской идентичности: сб. ст. по материалам X междунар. науч.-практ. конф., 8—11 апр. 2008 г. — СПб., 2008. — Ч. 2. — С. 679—683.
- Бармич М. Я. Исконная лексика ненецкого языка. //Материалы XXXIV Международной филологической конференции 14—19 марта 2005 г. Уралистика. Вып. 15. Часть 1. /Ответственный ред. Н. Н. Колпакова. — СПб.: Факультет филологии и искусств СПБГУ, 2005. — С. 10—14
- Бармич М. Я. Образование ненецкой молодежи на родных традициях //Реальность этноса. Образование и этносоциализация молодёжи в современной России: Сборник статей по материалам XIV Международной научно-практической конференции, посвященной 215-летию Герценовского университета. Санкт-Петербург, 16—18 мая 2012 г. /Под науч. ред. И. Л. Набока. — СПб.: Изд-во РГПУ им. А. И. Герцена, 2012. — С. 371—374
- Бармич М. Я. Традиции преподавания ненецкого языка в РГПУ им. А. И. Герцена //Модель мира коренных малочисленных народов Арктического региона: динамика взаимодействия языка и культуры в условиях глобализации и регионализации: материалы международного научно-практического семинара. 29—31 октября 2012 г. /отв. ред. О. Н. Иванищева. — Мурманск: МГГУ, 2013. С. 186—189
- Бармич М. Я. Из истории исследования словарного состава самодийских языков. //Реальность этноса. Роль образования в развитии межнациональных отношений в современной России: Сборник статей по материалам XV Международной научно-практической конференции. Санкт-Петербург, 23—25 апреля 2013 г. /Под науч. ред. И. Л. Набока. — СПб.: Изд-во РГПУ им. А. И. Герцена, 2013. С. 317—322

## Нагороди
- Почесний знак «За заслуги перед Таймиром» (наказ № 26-Н від 26 березня 2013 року)[3].
- Грамота «Почесний професор Російського державного педагогічного університету. А.і. Герцена ”(1997)
- Грамота Державної Думи Ямало-Ненецького автономного округу. (2007 р.)
- Медаль "За вірність Півночі" (Асоціація корінних народів Півночі, Сибіру та Далекого Сходу Російської федерації)
- Медаль «Відмінник народної освіти» (1985)
- Медаль «Ветеран праці» (1988)
- Медаль «На згадку про 300-річчя Петербурга» (2004)
- Знак "Почесний працівник вищої професійної освіти" (2004)
- Медаль РГПУ. А.І. Знак Пошани Герцена (2006)
- Срібний знак "SPO NAO" (2009)
- Грамота Міністерства освіти РРФСР
- Медаль «Знак Пошани» (РСУ імені А.І. Герцена)
- Подяка губернатора YNAO
- Медаль № 007 «За особливі послуги до Ненецького автономного округу» (2011 р.)
- Медаль "Імператриця Марія Федорівна"
- Медаль "За громадянську ініціативу" (березень 2017 року, YANAO)
- Подяка губернатора YNAO
- Подяка губернатора НАО тощо.
- Диплом "Жінка року - 2010", у номінації "Культура"
- Грамота Адміністрації НАО
- Лауреат Ямало-Ненецької автономної окружної премії (2014)